# Davana Medina
Davana Medina (Ponce, Puerto Rico; 28 de enero de 1974) es una culturista profesional y competidora de figura estadounidense de origen puertorriqueño. Ganó en tres ocasiones no consecutivas (2001, 2003, 2005) el certamen de Figure Olympia de la IFBB.

## Carrera en el culturismo
Davana nació en 1974 en Puerto Rico. Ganó su primer concurso de figura, el NPC Bev Francis Atlantic States.
Davana se convirtió en profesional tras ganar los primeros NPC Figure Nationals en 2001. Sin embargo, no hubo concursos de figuras profesionales hasta 2003, por lo que se vio obligada a tomarse un año de descanso de la competición. Ha sido una de las mujeres más exitosas en la competición de figuras, ganando los tres primeros Figure Olympia. Ha competido mostrando registros de una altura de 1,70 metros y un peso estimado de 59 kilos (130 libras).
Después de perderse el IFBB Figure Olympia de 2006, Medina se retiró del deporte. El 14 de julio de 2010 se confirmó que Davana regresaría a la competición como competidora de bikini en los Campeonatos de Bikini IFBB Europa Hartford. Sin embargo, posteriormente se retiró de la competición.

### Historial competitivo
- 2001 - NPC Bev Francis Atlantic States Figure Championships – 1º puesto
- 2001 - NPC National Figure Championships – 1º puesto
- 2003 - IFBB Figure International – 3º puesto
- 2003 - IFBB Pittsburgh Pro Figure – 2º puesto
- 2003 - IFBB Night of Champions Figure – 1º puesto
- 2003 - IFBB New York Pro Figure – 1º puesto
- 2003 - IFBB Figure Olympia – 1º puesto
- 2004 - IFBB New York Pro Figure – 1º puesto
- 2004 - IFBB Figure Olympia – 1º puesto
- 2005 - IFBB New York Pro Figure – 1º puesto
- 2005 - IFBB Charlotte Pro Figure – 1º puesto
- 2005 - IFBB Figure Olympia – 1º puesto